# Жас
Жас (каз. Жас) — село в Казталовском районе Западно-Казахстанской области Казахстана. Входит в состав Караузенского сельского округа. Код КАТО — 274853200.

## Население
В 1999 году население села составляло 433 человека (223 мужчины и 210 женщин). По данным переписи 2009 года, в селе проживал 381 человек (192 мужчины и 189 женщин).